# Kisbudmér
Kisbudmér là một thị trấn thuộc hạt Baranya, Hungary. Thị trấn này có diện tích 5,72 km², dân số năm 2010 là 119 người, mật độ 21 người/km².